# Виктор (Островидов)
Епи́скоп Ви́ктор (в миру Константи́н Алекса́ндрович Острови́дов; 20 мая [1 июня] 1875 или 1878, Золотое, Саратовская губерния — 2 мая 1934, Нерица, Северный край) — епископ Русской православной церкви, епископ Ижевский и Воткинский. Деятель иосифлянства, внутри которого возглавлял особое «викторианское течение».
Прославлен как священноисповедник Русской православной церковью заграницей (1981) и Русской православной церковью (2000).

## Биография

### Детство и образование
Константин Островидов родился 20 мая (1 июня) 1875 года в семье псаломщика Троицкой церкви Александра и его супруги Анны села Золотое Золотовской волости Камышинского уезда Саратовской губернии (ныне центр Золотовского муниципального образования Красноармейского района Саратовской области). Кроме Константина, в семье были: Сергей (1874 г.р.), Мария (1882 г.р.), Александр (1884 г.р.), Лидия (1886 г.р.), Венедикт (1889—1921), Николай (1892 г.р.) .
Окончил Камышинское духовное училище (1893), Саратовскую духовную семинарию (1899), Казанскую духовную академию (1903) со степенью кандидата богословия.

### Монах
28 июня 1903 года был пострижен в монашество, а 30 июня возведён в сан иеромонаха и назначен настоятелем Свято-Троицкого общежительного подворья Саратовского Спасо-Преображенского монастыря в городе Хвалынске. Вёл миссионерскую деятельность среди чувашей.
В 1905—1908 годах — иеромонах Русской духовной миссии в Иерусалиме.
С 13 января 1909 года — смотритель Архангельского духовного училища, с 15 октября 1909 года — иеромонах Александро-Невской лавры.
С 22 ноября 1910 года — настоятель Зеленецкого Троицкого монастыря Петроградской епархии, архимандрит.
Негативно воспринял сочинение архимандрита Сергия (Страгородского) «Православное учение о спасении». Как сам он написал в «Ответах» на пятнадцать вопросов ОГПУ в январе 1928 года: «Это заблуждение, которое я обличал в лице Митрополита Сергия и известного Антония Храповицкого ещё в 1911 году, предупреждая, что они этим своим ЗАБЛУЖДЕНИЕМ ПОТРЯСУТ Церковь Православную. Это мною высказано было в статье „Новые богословы“, напечатанной в старообрядческом журнале „Церковь“ и подписанной псевдонимом „Странник“. Они знали, кто это напечатал, и нерасположение их я долго на себе испытывал. В силу этого своего заблуждения, они не могут МЫСЛИТЬ Церковь без внешней организации».
С 21 февраля 1918 года — наместник Александро-Невской лавры.

### Епископ
Согласно указу Святейшего Патриарха Тихона и Священного Синода № 3716 от 2/15 декабря 1919 года была создана Уржумская епископская кафедра. По тому же указу её возглавил как епископ Уржумский, викарий Вятской епархии архимандрит Виктор (Островидов), наместник Свято-Троицкой Александро-Невской Лавры.
8 января 1920 года хиротонисан во епископа Уржумского, викария Вятской епархии.
В 1919—1920 годах подвергался кратковременным арестам. В 1920 приговорён Вятским губревтрибуналом к лишению свободы до окончания войны с Польшей, за то, «что агитировал против медицины» (во время эпидемии тифа просил паству усилить молитву об избавлении от болезни) через пять месяцев освобождён.
С 1920 года — епископ Слободской, викарий Вятской епархии.
С 14 сентября 1921 — епископ Глазовский, викарий Вятской епархии.
Решительно выступил против обновленческого движения. Писал своей пастве: «…умоляю вас, возлюбленные во Христе братья и сестры, а наипаче вас, пастыри и соработники на ниве Господней, отнюдь не следовать сему самозванному раскольническому соборищу, именующему себя „церковью живой“, а в действительности „трупу смердящему“, и не иметь какого-либо духовного общения со всеми безблагодатными лжеепископами и лжепресвитерами, от сих самозванцев поставленными». 21 июля 1922 года постановлением обновленческого ВЦУ был уволен на покой «за контрреволюционную позицию при изъятии церковных ценностей».
12 (25) августа 1922 был арестован и отправлен в тюрьму в Москву. 23 февраля 1923 приговорён к трём годам ссылки, которую отбывал в маленькой деревне в Нарымском крае Томской губернии. В 1926 вернулся в Вятскую епархию.
14 мая 1926 в пятый раз арестован за организацию нелегальной епархиальной канцелярии и 20 августа 1926 по постановлению ОСО КОГПУ приговорен к высылке на три года в город Глазов Вотской АО, жил в помещении под колокольней Никольского собора.
Во время своего краткого пребывания в Москве после освобождения из тюрьмы архиепископ Виктор встретился с Заместителем Местоблюстителя Патриаршего престола митрополитом Сергием (Страгородским) и в соответствии со своим местом ссылки был назначен епископом новообразованной Ижевской и Воткинской епархии (в границах Вотской автономной области), временно управляющим Вятской епархией.
16 сентября 1926 года Заместитель Патриаршего Местоблюстителя Митрополит Сергий издал указ о преобразовании Ижевского викариатства в самостоятельную епархию, «главным образом в целях положить конец Ижевской церковной смуте».
1 октября 1926 года освобожденный из Бутырской тюрьмы владыка прибывает в г. Глазов.

### В оппозиции митрополиту Сергию
Резко негативно отнёсся к Декларации Заместителя Патриаршего местоблюстителя митрополита Сергия (Страгородского).
Вскоре последовал указ Заместителя Патриаршего Местоблюстителя и Синода о разделении Воткинской (Вотской) епархии между 5 соседними епархиями. В октябре 1927 года епископ Виктор направил митрополиту Сергию письмо с критикой «Декларации» и просьбой не закрывать Воткинскую кафедру.
В июле 1927 года указом митр. Сергия был перемещён на должность епископа Шадринского, викария Екатеринбургской епархии с правом управления последней. Назначения не принял.
16 декабря 1927 года сообщил письмом митрополиту Сергию, что отказывается от назначения епископом Шадринским; письмо также содержало резкую критику «Декларации», которую он назвал «глумлением… над нашим исповедничеством за истину Божию» и «отречением от своего спасения» к письму приложил составленное им тогда же «Письмом к ближним», в котором называл Декларацию явной «изменой Истине» и предупредил паству, что если подписавшие воззвание не покаются, то «надо беречь себя от общения с ними». В том же месяце Духовное управление Воткинской епископии приняло постановление о прекращении епархией молитвенно-канонического общения с митрополитом Сергием (Страгородским) и единомышленными ему епископами как предавшими Церковь Божию на поругание, впредь до их раскаяния и отречения от Декларации. Это постановление было утверждено епископом Виктором.
После получения сообщения о назначении епископа Онисима (Пылаева), Глазовское духовное управление 22 декабря постановило «до покаяния и отречения» митрополита Сергия от «Декларации» воздержаться от общения с ним и разделявшими его взгляды епископами, признать Виктора своим архиереем, именовать его «епископом Глазовским и Воткинским». Архиепископ Виктор решил до созыва епархиального съезда не менять титул и именоваться Ижевским и Воткинским.
23 декабря 1927 года постановлением Временного Патриаршего Священного Синода «о раздорнической деятельности управляющего Свердловской епархией епископа Шадринского Виктора» был запрещён в служении Синодом митрополита Сергия, запрещения не признал.
Епископ Онисим доложил о решении Глазовского духовного управления митрополиту Сергию, затем, руководствуясь распоряжением Синода, запретил в священнослужении отделившееся духовенство. В ответ архиепископ Виктор прислал в ижевский Покровский собор 2 телеграммы с распоряжением о прекращении общения Воткинской епархии с митрополитом Сергием и неподчинении епископу Онисиму.
В начале 1928 года завязал переписку с ленинградскими иосифлянами. В марте он составил резкое «Послание к пастырям», в котором критиковал митрополита Сергия за увольнение с кафедр арестованных и сосланных архиереев.
4 апреля 1928 года был арестован в Глазове. Обвинён в том, что «занимался систематическим распространением антисоветских документов, им составляемых и отпечатываемых на пишущей машинке. Наиболее антисоветским из них по содержанию являлся документ — послание к верующим с призывом не бояться и не подчиняться советской власти как власти диавола, а претерпеть от неё мученичество, подобно тому, как терпели мученичество за веру в борьбе с государственной властью митрополит Филипп или Иван, так называемый „креститель“». 18 мая 1928 года приговорён по постановлению ОСО КОГПУ по ст. 58-10 и 58-11 УК РСФСР к трём годам лагерей. Перед отправкой в лагерь он передал свои приходы в управление епископу Гдовскому Димитрию (Любимову), возглавлявшему на тот момент Иосифлянское движение.

### В Соловецком лагере
С июля 1928 года находился в заключении в Соловецком лагере особого назначения (СЛОН), работал бухгалтером канатной фабрики. Участвовал в тайных богослужениях вместе с другими епископами и священниками, находившимися в заключении. Среди них были епископы Нектарий (Трезвинский), Иларион (Бельский), Максим (Жижиленко). Весной 1930 года переведён на материк (командировка Май-Губа). Информация о том, что, будучи на Соловках, он примирился с митрополитом Сергием, не подтверждается источниками.
По воспоминаниям профессора И. М. Андреевского, также бывшего заключённым на Соловках, «владыка Виктор был небольшого роста, всегда со всеми ласков и приветлив, с неизменной светлой радостной тонкой улыбкой и лучистыми светлыми глазами. „Каждого человека надо чем-нибудь утешить“, — говорил он и умел утешать всех и каждого. Для каждого встречного у него было какое-нибудь приветливое слово, а часто даже и какой-нибудь подарочек. Когда после полугодового перерыва открывалась навигация, и на Соловки приходил первый пароход, тогда обычно владыка Виктор получал сразу много вещевых и продовольственных посылок с материка. Все эти посылки владыка раздавал, не оставляя себе почти ничего».
Ещё один его соузник, будущий академик Д. С. Лихачёв писал о той роли, которую, по его мнению, играл епископ Виктор на Соловках:

Иосифлян было большинство. Вся верующая молодежь была с иосифлянами. И здесь дело не только в обычном радикализме молодежи, но и в том, что во главе иосифлян на Соловках стоял удивительно привлекательный владыка Виктор Вятский (Островидов). Он был очень образован, имел печатные богословские труды, но видом напоминал сельского попика. Встречал всех широкой улыбкой (иным я его и не помню), имел бороду жидкую, щеки румяные, глаза синие. Одет был поверх рясы в вязаную женскую кофту, которую ему прислал кто-то из его паствы. От него исходило какое-то сияние доброты и веселости. Всем стремился помочь и, главное, мог помочь, так как к нему все относились хорошо и его слову верили.

### В северной ссылке
По постановлению Особого совещания КОГПУ по пересмотру дела 10 апреля 1931 года приговорён к ссылке в Северный край на три года. Жил в деревне Караванной вблизи районного центра Усть-Цильма. Освобождён из лагеря 11 июля 1931 года и сослан в город Онегу. 13 декабря 1932 года был арестован в ссылке, 10 мая 1933 года вновь приговорён по ст. 58-10 и 58-11 Уголовного кодекса РСФСР к трём годам ссылки — в тот же Усть-Цилемский район, в отдалённое село Нерицу. Там тяжело заболел менингитом и 2 мая 1934 года скончался. Был похоронен на сельском кладбище в Нерице.

## Канонизация и почитание
Имя епископа Виктора было внесено в черновой поимённый список новомучеников и исповедников российских при подготовке канонизации, совершённой РПЦЗ в 1981 году. Однако сама канонизация не была поимённой, а список новомучеников был издан только в конце 1990-х годов.
1 июля 1997 года святые мощи владыки были обретены нетленными на кладбище села Нерицы после 63-летнего пребывания их в болотистой почве.
Мощи святителя были отправлены в Москву, а 2 декабря 1997 года состоялось перенесение мощей в храм Святого Александра Невского Свято-Троицкого женского монастыря в Кирове.
C 2005 года мощи находятся в Вятском Спасо-Преображенском женском монастыре.
Причислен к лику святых новомучеников и исповедников Российских на Юбилейном Архиерейском соборе Русской православной церкви в августе 2000 года  для общецерковного почитания.
Храм во имя мученика Виктора (Островидова) построен в селе Вотче Республики Коми.
На его первой кафедре в городе Уржуме Кировской области по благословению митрополита Вятского и Слободского Хрисанфа устроена часовня в честь священноисповедника Виктора, первого епископа Уржумского. Часовня устроена в честь 90-летия прибытия святого на кафедру и начала его исповеднического подвига.

## Труды
- Заметка о человеке. — Санкт-Петербург : Вера и знание, 1905. — 31 с.
- Недовольные люди: [По поводу героев М. Горького]: Три лекции иером. Виктора. — Санкт-Петербург: кн. маг. «Вера и знание», 1905. — 79 с.
- Иерусалимская миссия: Доклад на Киевском миссионерском съезде 18 июля 1908 г. Х., 1909. — С. 3-4.
- Новые богословы // Церковь. 1912. — № 16. — С. 381—383
- Из ссылки шлю вам благословение: Письма из Сибири епископа Виктора (Островидова) // Вятка. 1997. — № 1. — С. 34-38.

## Награды
- Наперсный крест (январь 1909)
- орден св. Анны II ст. (1913)